# ジョージ・ペル
ジョージ・ペル（George Pell、1941年6月8日 - 2023年1月10日）は、カトリック教会の枢機卿。

## 来歴・人物
オーストラリアのバララット出身。2003年に枢機卿に任命され、2014年にフランシスコ教皇から財務局長官（財務相）に抜てきされ、ローマ法王庁で3番目の地位にあった。母国オーストラリアでは安楽死や同性婚に強硬姿勢を示し、宗教保守派から英雄視されていた。
1996年にメルボルンにあるセント・パトリック大聖堂内の部屋で聖歌隊の少年2人を性的に虐待したとして有罪評決が下されていたことが2019年2月26日に公表された。2020年4月7日、オーストラリアの最高裁判所はこれまでの有罪判決を覆し、満場一致で無罪判決を下した。
晩年は人工股関節置換手術を受けるためローマの病院に入院中であった。手術は成功したものの、その後心停止状態に陥った後、現地時間10日午後8時50分（日本時間11日午前4時50分）、ローマの病院にて死去した。81歳没。訃報は秘書によって当日に明らかにされた。